# كزافييه جوميز
كزافييه جوميز (بالإنجليزية: Xavier Gomez)‏ هو لاعب كرة قدم أمريكي في مركز الوسط، ولد في 21 نوفمبر 1994 في شيكاغو في الولايات المتحدة. لعب مع لنسيغ إيجنيت.

## وصلات خارجية
- كزافييه جوميز على موقع الدوري الأمريكي (الإنجليزية)
- كزافييه جوميز على موقع قاعدة بيانات كرة القدم.إي يو (الإنجليزية)